# تشارلز مور
تشارلز مور (بالإنجليزية: Charles Moore)‏ هو مهندس معماري أمريكي، ولد في 31 أكتوبر 1925 في بينتون هاربور في الولايات المتحدة، وتوفي في 16 ديسمبر 1993 في أوستن في الولايات المتحدة.

## وصلات خارجية
- تشارلز مور على موقع الموسوعة البريطانية (الإنجليزية)